# Juan Luis Oblitas
Juan Luis Oblitas fue un político peruano. 
Tuvo el cargo de recaudador fiscal de la provincia de Chumbivilcas luego del reconocimiento de la independencia de esta provincia realizada en 1825 por el Simón Bolívar. Fue diputado de la República del Perú por la provincia de Chumbivilcas en 1832 durante el primer gobierno del Mariscal Agustín Gamarra.  